# Бронзирование
Бронзирование имеет целью придать бронзовый окрас изделиям из других металлов, гипса, дерева, кожи; цвет бронзированных вещей бывает красновато-желтый, зелёный, или черно-бурый. Известно несколько способов проведения бронзирования: гальваническим способом, металлизация, окраска, лакирование, химическая обработка поверхности. Может проводиться машинным способом или вручную.

## Технологии
Дерево и гипс красят сначала под цвет бронзы, покрывают лаком и, пока он ещё не вполне высох, наносят сверху тем или другим путём слой бронзировального порошка. Медные и латунные вещи бронзируют в темный (бурый) цвет, обрабатывая их раствором 1 ч. нашатыря и 1 ч. яри (средней уксусно-медной соли) в 256 ч. воды; смоченный предмет держат над слабо раскаленными углями до тех пор, пока зелёная окраска не примет медного оттенка, обрабатывают тем же, но вдвое разбавленным раствором и повторяют операцию 10—12 раз. Для бронзирования медалей на Парижском монетном дворе замешивают 32 ч. яри-медянки с 30 ч. нашатыря и уксусом в тесто и кипятят эту массу с водой в медном котле, в продолжение 20 минут; полученный раствор выливают на медали, положенные на деревянной подставке в котел таким образом, чтобы они не могли прикасаться друг с другом или к стенкам сосуда; все затем кипятят около четверти часа. Латунь и медь чернят таким образом, что хорошо вычищенный предмет погружают в разбавленный раствор азотно-кислой меди, содержащий свободную кислоту, и подогревают над раскаленными углями; операцию повторяют несколько раз и вытирают обработанную вещь масляной тряпкой. Образование патины вызывают искусственным путём при помощи частого смачивания только что отлитых бронзовых предметов раствором 1 ч. нашатыря, 3 ч. винного камня, 6 ч. поваренной соли в 12 ч. горячей воды, в смеси с 8 ч. раствора азотно-кислой меди (1,1 уд. веса). Цинк бронзируют гальваническим путём, употребляя раствор 1 ч. медного купороса, 8 ч. цинкового купороса и 18 ч. цианистого калия в 250 ч. воды; для анода всего лучше пользоваться бронзой.

## Современное использование
Бронзирование широко применяется в типографии для улучшения художественного оформления марок, для выделения отдельных элементов различных рисунков, а также для оформления фрагментов текста. Примером бронзирования в типографии является марка СССР 1986 «XXVII съезд КПСС».